# Dissostichus eleginoides
Dissostichus eleginoides, conosciuto commercialmente come moro oceanico e comunemente come nototenide della Patagonia, austromerluzzo della Patagonia e commercializzato talora come branzino cileno, spigola cilena o dentice della Patagonia è un pesce osseo appartenente alla famiglia dei Nototheniidae.

## Distribuzione e habitat
Vive nelle acque del subantartico a nord del 55° S.

## Descrizione
Il nototenide della Patagonia raggiunge una lunghezza di quasi 2 metri.

## Biologia
In precedenza lo si conosceva soprattutto per gli esemplari trovati nello stomaco dei capodogli.

## Specie affini
Una specie simile, il D. mawsoni, si trova solo a sud della convergenza antartica.

## Pesca e conservazione
Recentemente è diventato una delle specie più ricercate dell'Antartide. Il nototenide della Patagonia è il bersaglio di una pesca internazionale intensa e incontrollata. Navi provenienti dalla Norvegia, dall'Argentina, dal Sudafrica e da altre nazioni, nel 1997, hanno pescato circa 100.000 tonnellate di nototenide della Patagonia, dieci volte tanto la quantità permessa dalla Convenzione per la Conservazione della Vita Marina dell'Antartide (CCAMLR). La pesca illegale, incominciata soltanto nel 1993, è stata così intensa che l'intera popolazione di nototenidi della Patagonia è ora in pericolo di estinzione commerciale e biologica. Vengono pescati soprattutto con il palangaro (e in parte con la pesca a strascico), che nella stagione del 1996-1997 ha ucciso anche più di 140.000 albatros e procellarie.
Negli anni 2014-2016, l'organizzazione per la protezione della vita marina Sea Shepherd è riuscita a far arrestare sei navi, conosciute per la pesca illegale del moro oceanico. Così facendo hanno stabilito il nuovo record per l'inseguimento più lungo tra due navi. Il film Ocean Warriors: Chasing the Thunder parla di questo inseguimento. I bracconieri hanno pagato più di 46 milioni di euro in multe.